# Municipio de Index
El municipio de Index (en inglés: Index Township) es un municipio ubicado en el condado de Cass en el estado estadounidense de Misuri. En el año 2010 tenía una población de 1401 habitantes y una densidad poblacional de 14,59 personas por km².

## Geografía
El municipio de Index se encuentra ubicado en las coordenadas 38°37′22″N 94°9′47″O / 38.62278, -94.16306. Según la Oficina del Censo de los Estados Unidos, el municipio tiene una superficie total de 96.03 km², de la cual 95.56 km² corresponden a tierra firme y (0.49%) 0.47 km² es agua.

## Demografía
Según el censo de 2010, había 1401 personas residiendo en el municipio de Index. La densidad de población era de 14,59 hab./km². De los 1401 habitantes, el municipio de Index estaba compuesto por el 95.29% blancos, el 1.14% eran afroamericanos, el 0.5% eran amerindios, el 0.43% eran asiáticos, el 0.07% eran isleños del Pacífico, el 0.64% eran de otras razas y el 1.93% pertenecían a dos o más razas. Del total de la población el 1.14% eran hispanos o latinos de cualquier raza.